# Angel in Disguise (Brandy)
Angel in Disguise è un brano R&B della cantante statunitense Brandy, prodotto da Darkchild e scritto da quest'ultimo insieme a LaShawn Daniels, Fred Jerkins III, Isaac Philips, Nycolia Turman, Traci Hale per il secondo album della cantante, Never Say Never. Il brano è stato pubblicato come vinile singolo destinato esclusivamente alla programmazione radiofonica, e nonostante questo è entrato nella Billboard Hot 100, diventando il primo brano di Brandy ad entrare in classifica senza l'aiuto di un cd singolo e di un video.

## Classifiche
| Classifica (1999)                      | Posizione |
| -------------------------------------- | --------- |
| U.S. Billboard Hot 100                 | 72        |
| U.S. Billboard Airplay                 | 58        |
| U.S. Billboard Hot R&B/Hip-Hop Singles | 17        |
| U.S. Billboard Hot R&B/Hip-Hop Airplay | 10        |